# Amoin Koffi
Amoin Koffi  est une actrice et conteuse ivoirienne d'origine Baoulé née officiellement en 1961. Elle tourne dans la série Ma famille depuis 2002 et joue le rôle de la cousine de Guéi Thérèse et de la femme de Kouadio Paul. Elle est aussi présidente de la « mutuelle Mbouka des artistes d'Abobo ». 

## Biographie
Amoin Koffi, diplômée en Standardisme, intègre dès 1969 la troupe théâtrale de son école primaire. En 1986, elle entre dans le groupe « Belier Théâtre », ensuite en 1986 elle intègre le « Namsou Théâtre ». Puis, de 1988 à 1990 elle se produit dans la « compagnie des rigolos d'Abidjan ». À partir de 1998, elle raconte des contes à la radio et à la télévision. Puis elle joue comme actrice dans le film Fanta, Sida dans la cité. En 2003, intervenant souvent à la radio, elle est approchée par Akissi Delta pour jouer le rôle de « la villageoise » de Ma Famille.

### Vie privée
Amoin Koffi était conjointe de 1988 à 2008 à Raphael Aboh Konan. Le couple s'est marié en mars 2008 et a quatre enfants.

## Filmographie
- Ma Famille
- Sida dans la cité